# Adalbero III van Chiny
Adalbero III van Chiny, ook wel Alberon van Chiny (-Verdun, 2 november 1158) was bisschop van Verdun van 1131 tot 1156.

## Levensloop

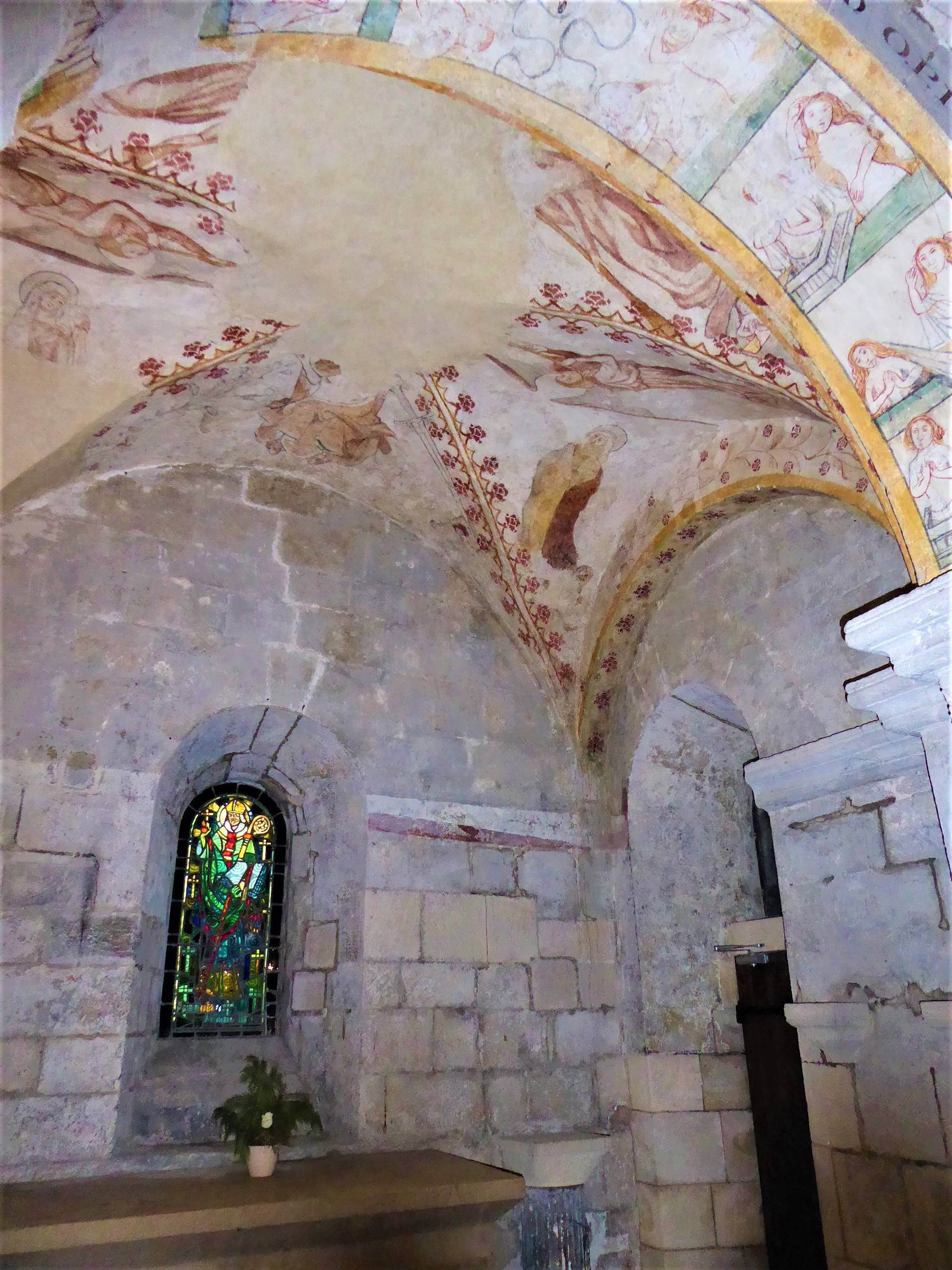
Crypte van de kathedraal van Verdun

Adalbero was de jongste zoon van Arnold I, graaf van Chiny. In 1131 werd hij benoemd tot bisschop van Verdun.
Bij zijn benoeming was de stad Verdun onderdrukt door Reinoud I, graaf van Bar die er een toren had gebouwd van waaruit zijn garnizoen de bevolking plunderde. Adalbero slaagde erin om na drie jaar van vijandigheden de vrede te laten terugkeren, en hechtte het graafschap Verdun aan bij het bisschoppelijk domein.
Als bisschop van Verdun was hij vooral actief bij de hervorming van de kloosters in zijn bisdom. Hij stichtte een drietal kloosters en een commanderij van de Tempeliers. Hij trad ook op als bouwheer van de kathedraal. Zo liet hij een crypte bouwen onder de kathedraal.
Adalbero was bevriend met Bernard van Clairvaux die hij ontmoette op het concilie van Reims dat paus Innocentius II bijeengeroepen had. Na de dood van Bernard voelde Adalbero zich geroepen om diens taak voort te zetten. Wegens zijn oorlogszuchtig gedrag kwam hij in 1156 in conflict met de paus. Ondanks zijn populariteit trad hij af als bisschop.
Adalbero trok zich terug in de Abdij Sint-Paul in Verdun waar hij ging leven als een eenvoudige monnik. Hij stierf er in 1158.